# Walter Burkemo
Walter Burkemo, född 9 oktober 1918 i Detroit i Michigan, död 8 oktober 1986 i Fenton, var en amerikansk professionell golfspelare.
Burkemo vann Michigan Open tre gånger och Michigan PGA två gånger. han var klubbprofessional på Franklin Hills Country Club då han vann majortävlingen PGA Championship 1953 på Birmingham Country Club i Michigan. Han segrade i finalen över Felice Torza. I tävlingen saknades många av världens bästa spelare eftersom The Open Championship spelades samtidigt. I semifinalen vann han över Claude Harmon efter att ha sänkt en fyrametersputt på det sista hålet.
Han kom på andra plats två gånger i PGA Championship. 1951 förlorade han i finalen mot Sam Snead och 1954 förlorade han mot Chick Harbert. Mellan 1946 och 1966 ställde han upp i 187 proffstävlingar på den amerikanska PGA-touren men den enda tävling utöver PGA Championship som han vann var Mayfair Inn Open 1957.
Burkemo deltog i det amerikanska Ryder Cup-laget 1953.
| Majorsegrare genom tiderna                                                                                       |             |                |           |                  |
| 200 olika spelare har vunnit i herrarnas majortävlingar. Walter Burkemo var den 90:e spelaren som vann en major. |             |                |           |                  |
| 1:a | 89:e        | 90:e           | 91:a      | 200:e            |
| Willie Park Sr                                                                                                   | Jim Turnesa | Walter Burkemo | Ed Furgol | Louis Oosthuizen |
| Lista över golfens majorsegrare                                                                                  |             |                |           |                  |